# أمل حسين
أمل حسين (15 أغسطس 1970 -) ممثلة أردنية تعيش في السعودية.

## حياتها
بدأت العمل في الدراما السعودية في عام 1997 من خلال مسلسل خط البداية وتوالت بعد ذلك أعمالها في الدراما الخليجية التي غلب عليها الطابع الاجتماعي، مثل، الزمن دوار، قلوب من ورق. لها تجربة وحيدة في الدراما المصرية من خلال مسلسل (رجل غني فقير جدًا) مع الفنان محمد صبحي.

## أعمالها

### من المسلسلات
- خط البداية.
- طاش ما طاش.
- حكاية على جدران الزمن.
- الغاية والوسيلة.
- مغامرات عائلية.
- آمل وألام.
- ونقاط ملموسة.
- قلوب من ورق.
- أيام.
- من العمر.
- مطلع النور.
- أخوات موسي.
- رجل غني فقير جداً.
- الساكنات في قلوبنا.
- وش وشه.
- المقطار.
- جاري يا حمودة.
- هوامير الصحراء.
- عندما يزهر الخريف.
- الذاهبة.

### من المسرحيات
- اقبل الخير.
- أخيرا عدنا.
- بيت الوالدة.

## روابط خارجية
- أمل حسين على موقع قاعدة بيانات الأفلام العربية